# Dioscorea wallichii
Dioscorea wallichii är en enhjärtbladig växtart som beskrevs av Joseph Dalton Hooker. Dioscorea wallichii ingår i släktet Dioscorea och familjen Dioscoreaceae. Inga underarter finns listade i Catalogue of Life.